# Comuna Cornești, Dâmbovița
Cornești este o comună în județul Dâmbovița, Muntenia, România, formată din satele Bujoreanca, Cătunu, Cornești (reședința), Cristeasca, Crivățu, Frasinu, Hodărăști, Ibrianu, Postârnacu și Ungureni. Comuna se află pe malul drept al Cricovului Dulce și este traversată de șoseaua națională DN1A care leagă Bucureștiul de Ploiești prin Buftea.
La sfârșitul secolului al XIX-lea, comuna făcea parte din plasa Ialomița a județului Dâmbovița și era formată din satele Cornești și Cristeasca, cu 1500 de locuitori. În acea perioadă, pe teritoriul actual al comunei erau organizată în aceeași plasă și comunele Frasinu și Cătunu. Comuna Frasinu, cu satele Frasinu, Postârnacu, Băltița și Ibriamu, avea 1800 de locuitori, o moară de apă, două biserici și o școală. Comuna Cătunu avea în compunere satele Cătunu, Bujoreanca, Butimanu, Hodărăști și Ochiul Boului, cu o populație de 1876 de locuitori. Aici funcționau o moară cu apă, trei biserici și o școală mixtă cu 50–62 de elevi.
În 1925, cele trei comune erau arondate plășii Bilciurești din același județ. Comuna Cătunul, cu satele Bujoreanca, Butimanu, Cătunu, Hodărăști și Ochiu Boului, avea 2692 locuitori. Comuna Cornești avea în compunere așezările Cornești, Cristeasca și Ungureni, cu 2440 locuitori,, iar comuna Frasin, cu satele Ibrianu, Frasin, Postârnac și Băltița, avea 3628 locuitori.
În 1950, comunele au trecut în componența raionului Târgoviște din regiunea Prahova și apoi, după 1952, din regiunea Ploiești. În 1968, ele au revenit la județul Dâmbovița, reînființat, iar comunele Frasin și Cătunu au fost desființate și împărțite între comunele Butimanu și Cornești, ultima luând cu această ocazie structura actuală.

## Demografie
Componența etnică a comunei Cornești
     Români (90,91%)
     Alte etnii (0,82%)
     Necunoscută (8,27%)
Componența confesională a comunei Cornești
     Ortodocși (85,6%)
     Adventiști (1,95%)
     Creștini după evanghelie (1,39%)
     Evanghelici (1,01%)
     Alte religii (1,04%)
     Necunoscută (9,01%)
Conform recensământului efectuat în 2021, populația comunei Cornești se ridică la 6.249 de locuitori, în scădere față de recensământul anterior din 2011, când fuseseră înregistrați 7.142 de locuitori. Majoritatea locuitorilor sunt români (90,91%), iar pentru 8,27% nu se cunoaște apartenența etnică. Din punct de vedere confesional, majoritatea locuitorilor sunt ortodocși (85,6%), cu minorități de adventiști (1,95%), creștini după evanghelie (1,39%) și evanghelici (1,01%), iar pentru 9,01% nu se cunoaște apartenența confesională.

## Politică și administrație
Comuna Cornești este administrată de un primar și un consiliu local compus din 15 consilieri. Primarul, Bogdan-Gheorghe Guță[*], de la Alianța Dreapta Unită, este în funcție din 1 noiembrie 2024. Începând cu alegerile locale din 2024, consiliul local are următoarea componență pe partide politice:
|  | Partid                          | Consilieri | Componența Consiliului | Componența Consiliului | Componența Consiliului | Componența Consiliului | Componența Consiliului | Componența Consiliului |
|  | ------------------------------- | ---------- | ---------------------- | ---------------------- | ---------------------- | ---------------------- | ---------------------- | ---------------------- |
|  | Partidul Social Democrat        | 6          |                        |                        |                        |                        |                        |                        |
|  | Alianța Dreapta Unită           | 6          |                        |                        |                        |                        |                        |                        |
|  | Partidul Național Liberal       | 2          |                        |                        |                        |                        |                        |                        |
|  | Alianța pentru Unirea Românilor | 1          |                        |                        |                        |                        |                        |                        |